# Arabella Goddard
Arabella Goddard (Francia, 12 gennaio 1836 – Boulogne-sur-Mer, 6 aprile 1922) è stata una pianista inglese della seconda metà del XIX secolo.

## Biografia
Arabella Goddard nacque e morì in Francia. I suoi genitori, Thomas Goddard, erede di una ditta di posate di Salisburgo e Arabella nata Ingles, facevano parte di una comunità inglese di espatriati che vivevano a Saint-Servant vicino a Saint-Malo, in Bretagna. Rimase molto orgogliosa del suo passato francese per tutta la vita e condiva la sua conversazione con frasi francesi. Aveva una sorella maggiore, Ann.
All'età di sei anni fu mandata a Parigi per studiare con Friedrich Kalkbrenner. Fu festeggiata come un bambino prodigio e suonò per la famiglia reale francese, per Frédéric Chopin e George Sand (in seguito si sarebbe esibita anche per la Regina Vittoria). La sua famiglia soffrì di difficoltà finanziarie durante la rivoluzione del 1848 e dovette tornare in Inghilterra. Lì Arabella ebbe ulteriori lezioni con Lucy Anderson e Sigismund Thalberg. Apparve per la prima volta in pubblico nel 1850, sotto il direttore d'orchestra Michael William Balfe, durante un Grand National Concert all'His Majesty's Theatre.
Thalberg la mandò ad essere formata da James William Davison, l'influente ma severo conservatore critico musicale principale del The Times. Fece il suo debutto ufficiale il 14 aprile 1853 nella Sonata "Hammerklavier" di Beethoven, la prima volta che l'opera veniva eseguita in Inghilterra. Trascorse il 1854 e il 1855 in Germania e in Italia. Suonò in un concerto al Gewandhaus di Lipsia e fu accolta molto favorevolmente dalla critica tedesca.
È stata una delle prime pianiste a suonare in concerto a memoria, anche se le sue apparizioni in concerto erano con lo spartito davanti.
Arabella Goddard tornò in Inghilterra e tenne concerti con la Philharmonic Society, al Crystal Palace e al Monday Popular Concerts. Nel 1857 e nel 1858 suonò tutte le ultime sonate di Beethoven a Londra, la maggior parte delle quali erano ancora delle assolute novità per il suo pubblico e molte altre opere.
Nel 1859 sposò il suo mentore J.W. Davison. Aveva 23 anni, lui 46. Nel 1871 fu nel primo gruppo di destinatari della medaglia d'oro della Royal Philharmonic Society.

## Tournée
Dal 1873 al 1876 diresse una grande tournée, organizzata da Robert Sparrow Smythe, in Stati Uniti, Canada, Australia, Nuova Zelanda, India, Shanghai, Hong Kong, Singapore e Giava. In America i critici furono meno colpiti dal suo modo di suonare la musica romantica, ma piaceva il suo modo di suonare il genere classico. Ciò potrebbe essere dovuto all'influenza di Davison su di lei: non apprezzava alcun compositore dopo Mendelssohn. Nel giugno del 1874, mentre tornava a Townsville, nel Queensland, da Java, la sua nave fu distrutta e dovette trascorrere una notte su una barca aperta sotto una pioggia torrenziale, con Charles Blondin, che stava anch'egli arrivando per una tournée australiana. Nell'ottobre del 1875 apparve a New York con Thérèse Tietjens.
In Inghilterra George Bernard Shaw era colpito dalla sua abilità di suonare i pezzi più complessi senza sforzo alcuno. Descrisse Teresa Carreño come "una seconda Arabella Goddard". Si ritirò dalle esecuzioni nel 1880.
Fu nominata insegnante al Royal College of Music nel 1883, il suo primo anno di attività.

## Vita privata
Un certo numero di compositori le dedicò pezzi, tra cui la Sonata per pianoforte in La-bemolle, op. 46 di William Sterndale Bennett The Maid of Orleans. Lei stessa compose un piccolo numero di pezzi per pianoforte, inclusa una suite di sei valzer.
Dopo la nascita dei suoi due figli, Henry e Charles, si separò da suo marito, che morì nel 1885.
Morì a Boulogne-sur-Mer, in Francia, il 6 aprile 1922, all'età di 86 anni.